# الرسالة (أغنية)

الرسالة (بالإنجليزية: The Letter)‏ أغنية كتبها واين كارسون وسجلها لأول مرة فريق الروك الأمريكي «بوكس توبس Box Tops» في عام 1967. غناها المغني الرئيسي للفريق، أليكس شيلتون بأسلوب غناء موسيقى «السول Soul» ولكن ليس كما يفعل مغني السول الملونين. كانت الأغنية هي أول وأكبر نجاح للفريق، حيث صعدت إلى المرتبة الأولى في الولايات المتحدة وكندا، وصعدت إلى المراكز العشرة الأولى في العديد من البلدان الأخرى.
أصدرها مغني موسيقى الروك والسول البريطاني جو كوكر Joe Cocker عام 1970، لتصبح أول أغنية فردية له على قائمة أفضل العشرة الأوائل في الولايات المتحدة؛ وقام العديد من الفنانين الآخرين بتسجيل نسخ من الأغنية وصلت أيضًا إلى مراكز متقدمة.
أدرجت مجلة رولينج ستون النسخة الأصلية من الأغنية في المركز 372 في قائمتها «أعظم 500 أغنية في كل العصور»، وأدرجتها قاعة مشاهير الروك آند رول إلى قائمة «500 أغنية التي شكلت موسيقى الروك أند رول»، وفي عام 2011، تم إدخال الأغنية في قاعة مشاهير جرامي.

## نسخة البوكس توبس على القوائم العالمية
صعدت «الرسالة» إلى المركز الأول على لائحة أفضل 100 أغنية فردية التي نشرتها مجلة بيلبورد في 23 سبتمبر 1967، واستمرت في المركز الأول لمدة أربعة أسابيع وصنفتها مجلة بيلبورد كأغنية المركز الثاني لعام 1967. باعت الأغنية أكثر من مليون نسخة وحصلت على شهادة «آر آي أيه أيه RIAA» على أنها ذهبية.

## نسخة جو كوكر
قام المغني الإنجليزي جو كوكر بتسجيل نسخته من أغنية «الرسالة» أثناء التدريبات على جولته التالية المسماة «كلاب مجنونة ورجال بريطانيين Mad Dogs and Englishmen»، في 17 مارس 1970. قدم ليون راسل وشيلتر بيبول الدعم؛ وأنتج راسل وديني كورديل التسجيل. ظهرت هذه النسخة على قوائم الهوت بيلبورد في أبريل 1970 ووصلت في النهاية إلى المركز السابع. أصبحت أغنية «الرسالة» نسخة جو كوكر أول أغنية منفردة في قوائم أفضل عشر أغاني في الولايات المتحدة وفي المملكة المتحدة، وصلت الأغنية إلى الرقم 39. قام كوكر بأداء الأغنية خلال عرضه عام 1970 في قاعة فيلمور إيست في مدينة نيويورك.

## كلمات الأغنية
أعطني تذكرة لطائرة Give me a ticket for an aeroplane
ليس لدي وقت لأخذ قطار سريع Ain't got time to take a fast train
انقضت أيام العزلة، أنا عائد حيث أنتمي Lonely days are gone, I'm a going home
لقد كتب لي حبيبتي رسالة My Baby just wrote me a letter
لا يهمني مقدار المال الذي يجب أن أنفقه I don't care how much money I gotta spend
يجب أن أعود إلى حبيبتي مرة أخرى I got to get back to my baby again
انقضت أيام العزلة، أنا عائد حيث أنتمي Lonely days are gone, I'm a going home
لقد كتب لي حبيبتي رسالة My Baby just wrote me a letter
حسنًا، لقد كتبت لي رسالة Well she wrote me a letter
قالت أنها لا تستطيع العيش بدوني أكثر من ذلك Said she couldn't live without me no more
استمع يا سيد ألا ترى Listen Mister can't you see
يجب أن أعود إلى حبيبتي مرة أخرى I got to get back to my baby once more
على أي حال Anyway Yeah
أعطني تذكرة لطائرة Give me a ticket for an aeroplane
ليس لدي وقت لأخذ قطار سريع Ain't got time to take a fast train
انقضت أيام العزلة، أنا عائد حيث أنتمي Lonely days are gone, I'm a going home
لقد كتب لي حبيبتي رسالة My Baby just wrote me a letter

## وصلات خارجية
- الرسالة (أغنية) على موقع Songfacts
- الرسالة (أغنية) على موقع Allmusic